# Siscoelema (Ort)
Siscoelema (Sisicolema) ist ein osttimoresischer Ort im Suco Açumanu (Verwaltungsamt Liquiçá, Gemeinde Liquiçá).

## Geographie und Einrichtungen
Das Dorf liegt im Osten der Aldeia Siscoelema auf einen Bergrücken, der das Zentrum des Sucos Caicasaico bildet, in einer Meereshöhe von 916 m. Eine Straße folgt dem Bergrücken und verbindet Caicasaico mit dem Nachbarort Caicasaico im Westen und Mangkir im Osten. Eine weitere Straße führt nach Süden nach Hatumatilu. Nördlich fließt im Tal der Caicabaisala, südlich der Gleno, Nebenflüsse des Lóis.
In Siscoelema befinden sich der Sitz des Sucos und eine Grundschule.

## Geschichte
Im Suco Açumanu setzte die UDT während des Bürgerkrieges gegen die FRETILIN am 13. August 1975 ihre Flagge und ermordete sechs Menschen in den Aldeias Siscoelema und Hatumatilu. Teile der Bevölkerung flohen nach Leorema, nach Maubara oder in den nahen Wald.